# Referendum in Wales 2011
Am 3. März 2011 fand ein Referendum in Wales statt. Bei dem konsultativen Referendum ging es um die Frage, ob die gesetzgeberischen Kompetenzen der Nationalversammlung für Wales, des walisischen Regionalparlaments, ausgeweitet werden sollten. Eine deutliche Mehrheit der Abstimmenden befürwortete dies.

## Hintergrund
Seit 1999 besaß Wales mit der Nationalversammlung (National Assembly / Cynulliad Cenedlaethol) ein eigenes Regionalparlament. Die Einrichtung eines solchen regionalen Parlaments war in Wales nicht unumstritten gewesen. Beim Referendum 1997, in dem die Waliser befragt wurden, ob sie ein solches Parlament wünschten, entschied sich nur eine sehr knappe Mehrheit von 50,3 % dafür, und die Wahlbeteiligung lag bei nur 50,1 %, was als relatives Desinteresse der Wählerschaft an dieser Frage gewertet werden konnte. Bei den folgenden Wahlen zur Nationalversammlung lag die Wahlbeteiligung jeweils immer deutlich unter der Beteiligung bei Unterhauswahlen, aber Umfragen zeigten, dass die Akzeptanz der Nationalversammlung in der walisischen Bevölkerung mit der Zeit langsam zunahm.
Der Government of Wales Act 2006 bestimmte, dass die gesetzgeberischen Befugnisse der walisischen Nationalversammlung in den 20 Feldern (fields), in denen sie Zuständigkeiten besaß (Anhang 5 des Acts), erweitert werden konnten, wenn die walisische Bevölkerung dies in einem Referendum wünschte (Anhang 6 des Acts). In diesen 20 Feldern hatte die Nationalversammlung zwar Gesetzgebungskompetenzen, jedoch nicht für alle Bereiche. Es gab Bereiche, die dem britischen Parlament vorbehalten waren und hier musste die Nationalversammlung, wenn sie Gesetze beschließen wollte, das britische Parlament jeweils um eine Ermächtigung hierzu ersuchen.
Nach der Wahl 2007 wurde in Wales eine Koalitionsregierung aus Labour und Plaid Cymru gebildet. Zur Koalitionsvereinbarung gehörte auch, dass die neue Regierung sich für eine Erweiterung der Gesetzgebungskompetenzen der Nationalversammlung und die Abhaltung eines Referendums einsetzen wollte. Am 9. Februar 2010 verabschiedete die Nationalversammlung einstimmig eine Resolution, in der die Abhaltung eines Referendums zu dieser Frage gewünscht wurde. Vom 23. bis 25. November 2010 stimmten das britische Unterhaus und Oberhaus einem entsprechenden Gesetz zu und der Zeitpunkt des Referendums wurde auf den 3. März 2011 festgelegt.

## Wahlkampf
Die offizielle Wahlkampf-Periode wurde auf die Zeit vom 16. Dezember 2010 bis 3. März 2011 festgelegt. Die registrierten politischen Parteien durften nicht mehr als ein festgesetztes Limit für ihre Kampagnen ausgeben. Das Limit orientierte sich an der Stimmenzahl, die die Parteien bei der letzten Wahl 2007 erhalten  hatten und betrug für Labour 600.000 £, für die Konservativen und Plaid Cymru je 480.000 £, für die Liberal Democrats 360.000 £ und für jede weitere Partei 100.000 £. Abstimmungsberechtigt waren alle Personen, die auch das Wahlrecht zur walisischen Nationalversammlung hatten und in den Wählerregistern registriert waren. Die Wahllokale waren am Wahltag von 7 Uhr morgens bis 22 Uhr geöffnet.
Im Wahlkampf sprachen sich alle in der Nationalversammlung vertretenen Parteien für ein „Ja“-Votum, d. h. eine Erweiterung der gesetzgeberischen Kompetenzen der Nationalversammlung aus. Die offizielle Kampagnenorganisation Yes for Wales argumentierte, dass die Nationalversammlung durch die angestrebte Gesetzesänderung „effizienter, kosteneffektiver und gegenüber den Wählern verantwortlicher“ würde. Die Kampagnenorganisation für das „Nein“-Votum, True Wales hielt dagegen, dass die Gesetzesänderung dazu führen würde, dass die Nationalversammlung Gesetze „ohne die notwendige Sorgfalt“ erlassen könnte. Von Pressebeobachtern wurde die Wahlkampagne als „bemerkenswert unauffällig“ charakterisiert. Zum Teil war dies wahrscheinlich auch ein Effekt der fehlenden Wahlkampfmittel. Die „Nein“-Kampagnenorganisation True Wales hatte beschlossen, auf die ihr zustehenden Wahlkampfzuschüsse in Höhe von bis zu 600.000 £ seitens der Wahlkommission zu verzichten, mit dem Effekt, dass auch die „Ja“-Kampagnenorganisation Yes for Wales diese Mittel nicht in Anspruch nehmen durfte.

## Frage des Referendums
Die im Referendum gestellte Frage lautete:

“Do you want the Assembly now to be able to make laws on all matters in the 20 subject areas it has powers for?”

„Wollen Sie, dass die Versammlung jetzt in allen Angelegenheiten der 20 Themenbereiche, für die sie Befugnisse hat, Gesetze machen kann?“

Bzw. auf Walisisch:

„A ydych yn dymuno i'r Cynulliad allu llunio deddfau ar bob mater yn yr 20 maes pwnc y mae ganddo bwerau ynddynt?“

## Ergebnisse
In der folgenden Tabelle sind die Ergebnisse des Referendums nach Principal Areas (Verwaltungseinheiten) aufgeführt. 63,5 Prozent der Wähler stimmten mit „Ja“ und 36,5 Prozent mit „Nein“. Die Wahlbeteiligung lag bei 35,6 Prozent. Von den 22 Principal Areas stimmte nur eine (Monmouthshire) mit „Nein“ und dies auch nur mit sehr knapper Mehrheit. Der höchste Anteil an Ja-Stimmen ergab sich in Gwynedd mit 76,0 Prozent. Die Wahlbeteiligung reichte von 27,0 in Wrexham bis 44,4 Prozent in Carmarthenshire.

Ergebnisse nach Principal Areas (Prozent „Ja“-Stimmen)

| Principal Area    | Beteiligung (%) | Ja-Stimmen | Ja-Stimmen | Nein-Stimmen | Nein-Stimmen |
| Principal Area    | Beteiligung (%) | %          | Zahl       | %            | Zahl         |
| ----------------- | --------------- | ---------- | ---------- | ------------ | ------------ |
| Isle of Anglesey  | 43,8            | 64,8       | 14.011     | 35,2         | 7.620        |
| Gwynedd           | 43,4            | 76,0       | 28.200     | 24,0         | 8.891        |
| Conwy             | 33,8            | 59,7       | 18.368     | 40,3         | 12.390       |
| Denbighshire      | 34,5            | 61,8       | 15.793     | 38,2         | 9.742        |
| Flintshire        | 29,4            | 62,1       | 21.119     | 37,9         | 12.913       |
| Wrexham           | 27,0            | 64,1       | 17.606     | 35,9         | 9.863        |
| Powys             | 39,7            | 51,6       | 21.072     | 48,4         | 19.730       |
| Ceredigion        | 44,1            | 66,2       | 16.505     | 33,8         | 8.412        |
| Pembrokeshire     | 38,7            | 55,0       | 19.600     | 45,0         | 16.050       |
| Carmarthenshire   | 44,4            | 70,8       | 42.979     | 29,2         | 17.712       |
| Swansea           | 32,9            | 63,2       | 38.496     | 36,8         | 22.409       |
| Neath Port Talbot | 38,0            | 73,0       | 29.957     | 27,0         | 11.079       |
| Bridgend          | 35,6            | 68,1       | 25.063     | 31,9         | 11.736       |
| Vale of Glamorgan | 40,1            | 52,5       | 19.430     | 47,5         | 17.551       |
| Cardiff           | 35,2            | 61,4       | 53.427     | 38,6         | 33.606       |
| Rhondda Cynon Taf | 34,6            | 70,7       | 43.051     | 29,3         | 17.834       |
| Merthyr Tydfil    | 30,1            | 68,9       | 9.136      | 31,1         | 4.132        |
| Caerphilly        | 34,6            | 64,3       | 28.431     | 35,7         | 15.751       |
| Blaenau Gwent     | 32,4            | 68,9       | 11.869     | 31,1         | 5.366        |
| Torfaen           | 33,8            | 62,8       | 14.655     | 37,2         | 8.688        |
| Monmouthshire     | 35,8            | 49,4       | 12.381     | 50,6         | 12.701       |
| Newport           | 27,9            | 54,8       | 15.983     | 45,2         | 13.204       |
| Wales             | 35,6            | 63,5       | 517.132    | 36,5         | 297.380      |

## Reaktionen
Der First Minister Carwyn Jones (Welsh Labour), sein Stellvertreter Ieuan Wyn Jones (Plaid Cymru) und Kirsty Williams, die Vorsitzende der Welsh Liberal Democrats, begrüßten das Ergebnis. Rachel Banner von True Wales wies kritisch auf die niedrige Wahlbeteiligung hin und stellte die rhetorische Frage, ob das Ergebnis wirklich den Willen der walisischen Bevölkerung widerspiegle.